# Malonická lípa
Malonická lípa (také známa jako Žižkova lípa) je památný strom u vsi Malonice (městys Kolinec), severozápadně od Sušice. Lípa velkolistá (Tilia platyphyllos Scop.) roste v travnaté ploše mezi bývalým kravínem a komunikací, v nadmořské výšce 600 m. Lípu tvoří několik navzájem srostlých sekundárních kmenů s rozsáhlou centrální dutinou v místech kmene původního. Vlivem snížené stability těchto kmenů a napadením jejich bází dřevomorem kořenovým (Ustulina deusta) došlo k odlomení dvou sekundárních kmenů, které nebyly navzájem zpevněny syntetickou korunovou vazbou. Strom je chráněn od roku 1978 jako významný habitus, významný svým stářím i vzrůstem, esteticky zajímavý strom, krajinná dominanta.

## Základní údaje
- název: Malonická lípa, Žižkova lípa v Malonicích[3]
- výška: 16 m, 18,5 (1998)[4]
- obvod: 796 cm (1977)[5], 810 cm (1998)[5]
- věk: přes 400 let[4], 900 let[6]
- sanace: ne

## Další zajímavosti
Malonické lípě byl věnován prostor v televizním pořadu Paměť stromů, konkrétně v dílu č.7: Žižkovy stromy

## Památné a významné stromy v okolí
- Lípa na návsi v Malonicích
- Dub u Malonic
- Tajanovská borovice
- Velhartické lípy
- Nemilkovský dub
- Dub u Dvora
- Chrástovský dub
- Tomáškova lípa
- Sluhovská lípa
- Skupina velkolistých lip ve Sluhově
- Hradištský buk
- Mladická lípa (významný strom)

Jindřichovický zámecký park
- Buk v Jindřichovickém zámeckém parku
- Javor stříbrný v Jindřichovickém zámeckém parku
- Jindřichovická lípa v zámeckém parku
- Lípa velkolistá v Jindřichovickém zámeckém parku
- Skupina javorů klenů v Jindřichovickém zámeckém parku[2]

## Galerie

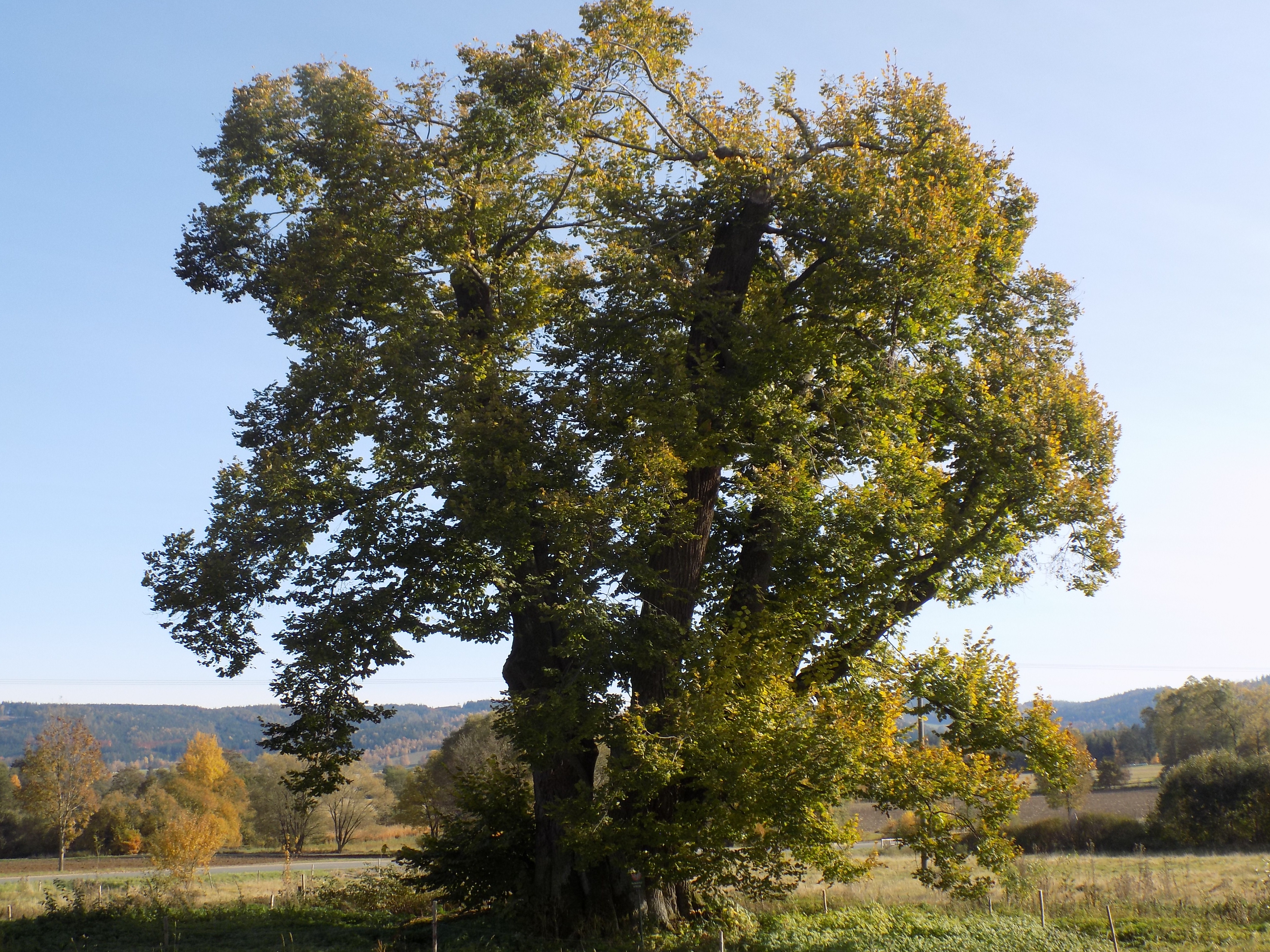
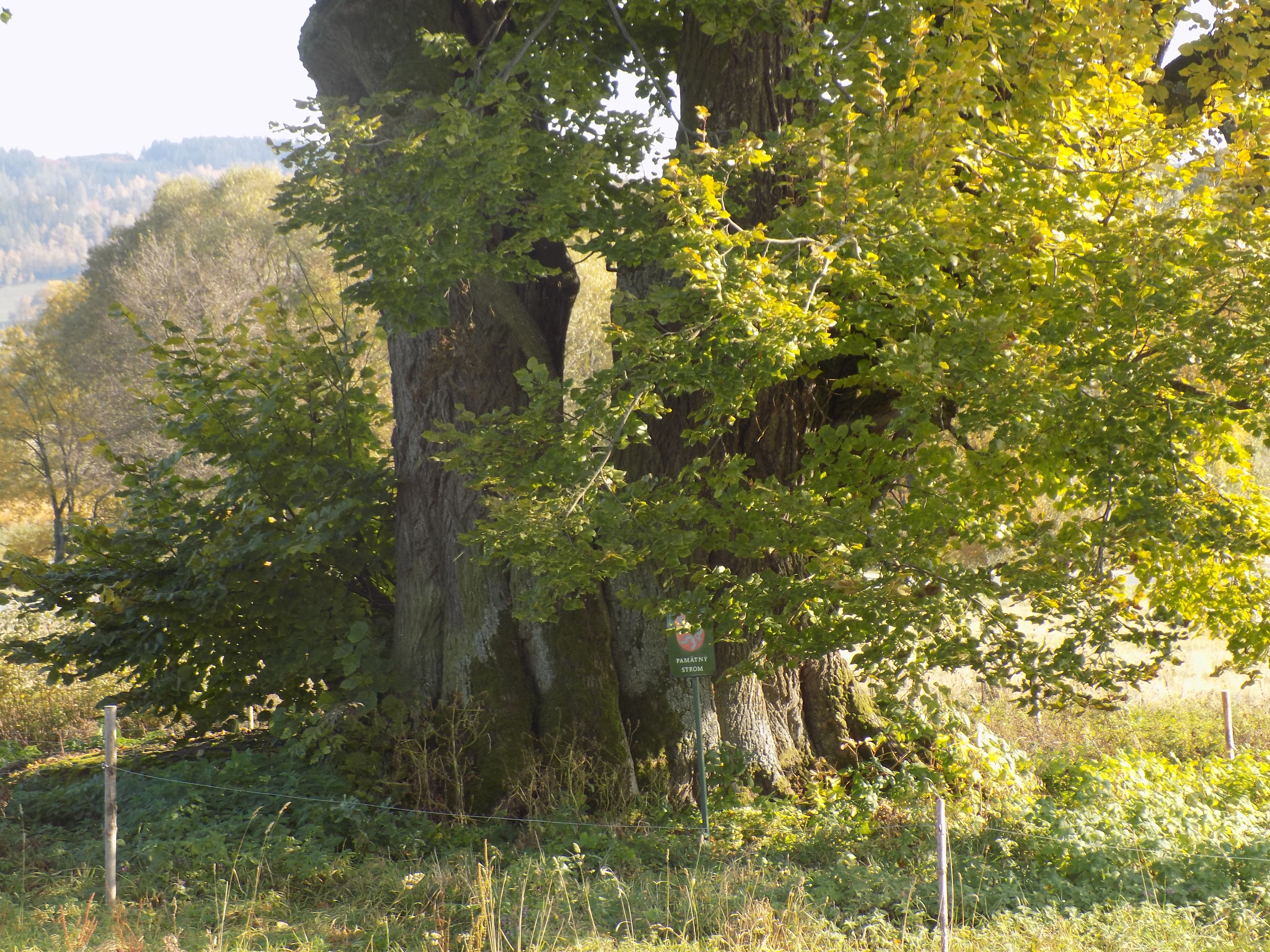
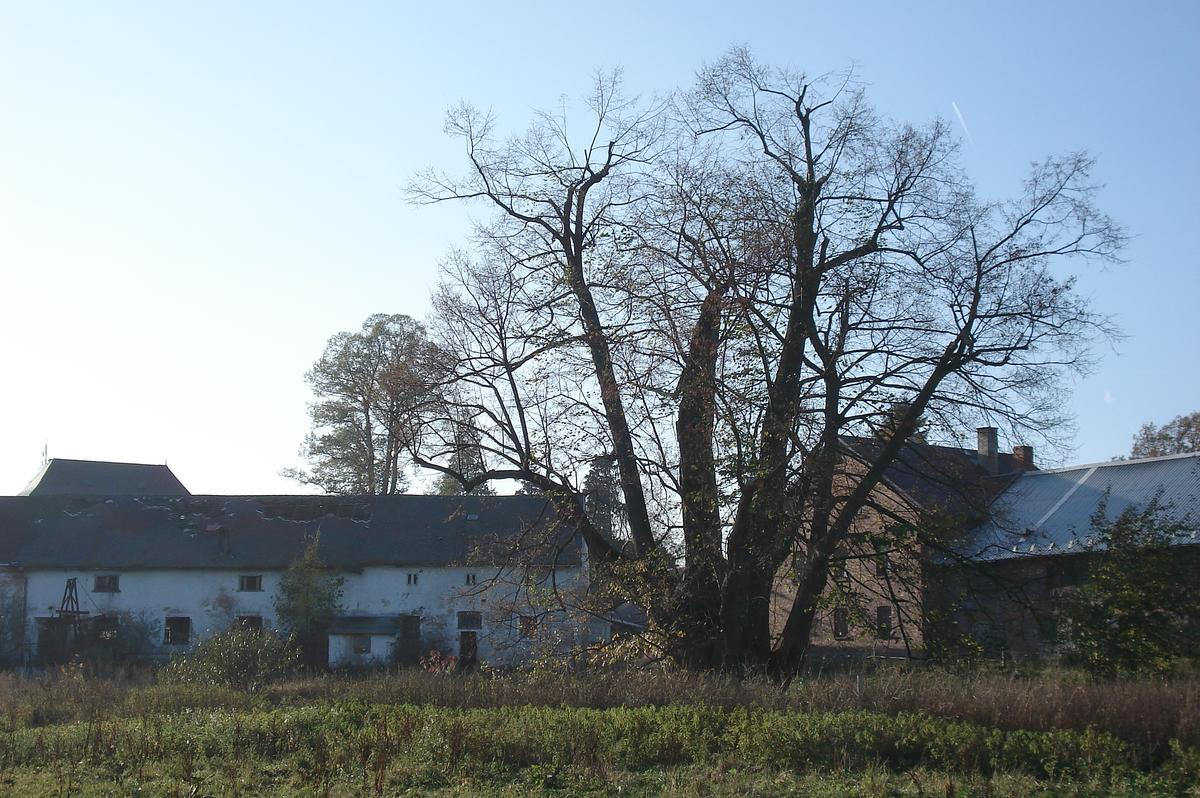